# Operação Mosquito

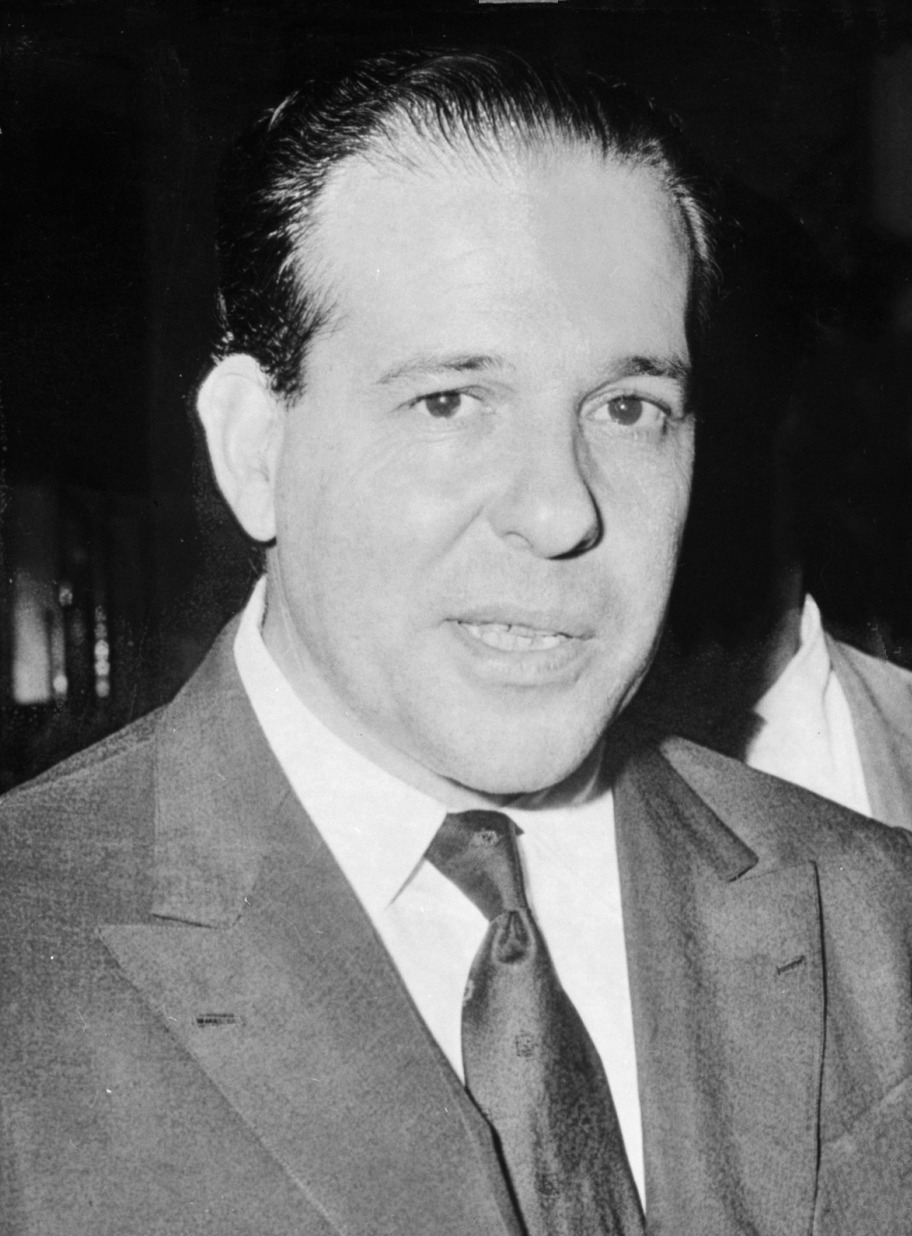
João Goulart 1964

Operação Mosquito foi uma operação liberada pelo Major Coqueiro César que ocorreu em 1961 envolvendo pilotos da Força Aérea Brasileira cujo objetivo era abater o avião que transportava o então Vice-Presidente João Goulart em trânsito entre Porto Alegre e Brasília, no que provavelmente resultaria na morte de todos os integrantes da tripulação daquele voo e dessa maneira o impediria de assumir a Presidência da República. O avião não possuía escolta e estava desarmado e um ataque iria contra a ética militar.

## Histórico
Após a renúncia de Jânio Quadros em 25 de agosto de 1961, João Goulart encontrava-se fora do país em missão oficial pela Ásia. Imediatamente, os ministros militares emitem um comunicado de que não aceitariam a posse do Vice-Presidente e que este não deveria tentar voltar ao país para reaver seu direito de exercer a Presidência da República. Em paralelo, o então Governador do Rio Grande do Sul, Leonel Brizola, inicia uma campanha pela posse de João Goulart mobilizando a população gaúcha principalmente pelo rádio em um episódio que ficou conhecido como a Campanha da Legalidade. Enquanto isso Jango, como era conhecido, chega ao Uruguai mas evita entrar no país a força, mesmo sabendo do apoio que contava com o apoio do então Governador Brizola e do III Exército que controlava a Região Sul do Brasil. Jango só entraria no país depois de negociar uma solução política para o impasse que viria a ser a implantação do Parlamentarismo para garantir a sua posse. Uma vez negociada a solução, Jango viria a entrar no país para assumir a Presidência da República. Ocorre que ao invés de ir direto a Brasília para sua posse, Jango primeiro faz uma escala em Porto Alegre onde encontra-se com Brizola antes de partir para Brasília. Havia receio de que o avião em seu trajeto de voo fosse abatido por pilotos da Força Aérea pois os ministros militares ainda não haviam dado nenhuma garantia de trânsito para o Vice-Presidente em seu trajeto.
Ainda no trajeto Montevidéu-Porto Alegre, foi realizada uma operação de despiste, dando-se a notícia que ele faria este trajeto por terra quando na realidade a comitiva embarcaria num Caravelle da Varig, pilotado por Paulo de Mello Bastos, no aeroporto da capital uruguaia. A saída foi demorada, com muitas informações desencontradas sobre se Jango estaria ou não a bordo. O avião voou todo o tempo com as luzes apagadas e a uma velocidade que impediria uma eventual interceptação por parte dos caças da Força Aérea Brasileira.
O coronel aviador Roberto Baere, então tenente do 1º Grupamento de Aviação de Caça da Base Aérea de Santa Cruz, na zona oeste do Rio de Janeiro, revela ter recebido ordens do comandante da base, o tenente-coronel Paulo Costa, para preparar os caças que seriam usados no ataque ao avião que transportava o vice-presidente no trajeto entre Porto Alegre e Brasília no dia 5 de setembro. Baere e três colegas se recusaram a cumprir a missão e pediram para não serem escalados. Segundo relato do próprio: "Pedimos que ele não nos escalasse porque entramos nas Forças Armadas para defender a Constituição e não agredi-la." Segundo Baere, esse ato causou sua expulsão 3 anos depois.
Em contrapartida à Operação Mosquito, contando com a participação de sargentos e suboficiais de Brasília, montou-se uma Operação Tática, a fim de impedir a ação dos aviadores golpistas. A base da Operação Tática foi o Aeroporto Salgado Filho em Porto Alegre. A ideia dos apoiadores de Jango era impedir que os demais aeroportos do trajeto obtivessem informações sobre o plano de voo de sua aeronave, além da divulgação de dados meteorológicos falsos sobre a Região Sul. Nas bases de Porto Alegre e Belém, os soldados prenderam seus superiores e o ataque ao Palácio Piratini foi evitado quando os soldados furaram os pneus dos aviões. Os militares esperavam que o avião com João Goulart viesse de uma escala em Recife, onde então obrigariam a pousar no Rio de Janeiro.
Houve à época uma reunião entre o Presidente interino Ranieri Mazzilli e os ministros militares onde estes são interpelados pelo Presidente interino sobre a operação mas alegaram não ter condições técnicas de conter a ameaça que não se limitava apenas à possibilidade de o avião ser abatido durante o voo, mas também de o mesmo ser abatido enquanto tentasse pousar no Aeroporto de Brasília. As 2h30 o Congresso Nacional foi reunido em caráter extraordinário pelo Presidente Interino Mazzili e horas depois, pouso do Caravelle que transportava Jango só foi possível com a divulgação de um manifesto dos três ministros militares, assegurando o desembarque seguro, assinado pelo então Ministro da Guerra, Odílio Denys. A viagem de Jango chegou a ser desmarcada duas vezes e atrasou. Às 17h30 do dia 5 de setembro, finalmente, o Vice-Presidente embarcou no seu avião e chegaria em Brasília às 20h30 do mesmo dia, hora local. Do aparelho, haviam sido retirados alguns assentos, a fim de que pudesse transportar mais combustível, para uma eventual emergência. Para evitar qualquer eventual ataque de caças da Força Aérea Brasileira, o Caravelle voou a uma altitude de 11 100 pés, estando fora do alcance dos caças e dos radares na maior parte de seu trajeto.